# Mega (site)
Mega (estilizado como MEGA) é um serviço de armazenamento em nuvem e hospedagem de arquivos. O site foi lançado em 19 de janeiro de 2013 para coincidir com o aniversário de um ano do término do seu antecessor Megaupload.

## História
Em 2012, depois que o Gabão negou o domínio me.ga, o website foi alterado para mega.co.nz. Dotcom anunciou que o site seria registrado na Nova Zelândia, colocando-o para fora da jurisdição dos Estados Unidos.
Lançado em 19 de janeiro de 2013 como planejado, o fundador da empresa relatou em sua conta no Twitter que o serviço teve mais de 100,000 registros na primeira hora e que estava recebendo milhares de registros de usuários por minuto.

## Criptografia de dados
O Mega é criptografado pelo algoritmo AES pelo lado do usuário, assim não é possível ter acesso aos conteúdos de um ficheiro sem conhecer a chave. Dessa maneira, se os servidores da empresa forem invadidos, as informações privadas dos usuários estarão seguras, uma vez que apenas os proprietários de suas respectivas contas têm as "chaves" para a leitura e modificação dos arquivos. Por outro lado, se o usuário esquecer sua senha e a chave de recuperação, ele perderá seu acesso e não poderá recuperá-lo, uma vez que a empresa não tem acesso à conta do usuário e portanto não pode alterar a senha.

## Diferenças ao Megaupload
- Anteriormente os usuários tinham de esperar 30 segundos para fazer download de um arquivo. Este detalhe foi retirado do Mega.
- Usuários gratuitos tem até 15 GB de espaço de armazenamento gratuito.[7]
- A largura de banda é limitada de 1 a 12 TB por mês para usuários com contas pagas e até 20 GB para contas gratuitas. No entanto, nas contas gratuitas, a cada 30 minutos são adicionados 500 MB da largura de banda usada.[8]